# Waipu River
Der  Waipu River ist ein Fluss in der Region Northland auf der Nordinsel von Neuseeland.

## Geographie
Der Waipu River entsteht rund 630 m nordnordwestlich des Ortszentrums von Waipu durch den Zusammenfluss des Ahuroa River mit dem Waihoihoi River. Rund 790 m östlich trägt der Pohuenui River von Norden kommend als linksseitiger Nebenfluss seine Wässer zu und rund 150 m weiter östlich stößt der Waionehu Stream von Süden zu. Nach nur 5 km Flussverlauf mündet der Waipu River rund 16,5 km südlich des Marsden Point in die Bream Bay und damit in den Pazifischen Ozean.